# Етнографски музей на Леринското просветно дружество „Аристотел“
Етнографският музей (на гръцки: Λαογραφικό Μουσείο του Φιλεκπαιδευτικού Συλλόγου Φλωρίνης "Ο Αριστοτέλης") е музей на Леринското просветно дружество „Аристотел“ (Φιλεκπαιδευτικός Σύλλογος Φλωρίνης "Αριστοτέλης") в град Лерин (Флорина), Гърция.

## История
Леринското просветно дружество „Аристотел“ е основано в 1941 година. В 1958 година членовете му започват да събират артефакти от местния бит – от Преспа и Леринско, в стара сграда на затвора. В 1987 година колекцията се мести в новия дом на дружеството в града и става музей. Експонатите са изложени по тематични групи: облекло – традиционни местни носии и носии на заселени в Леринско бежанци от Източна Румелия и Северен Епир от селата Долно Клещино и Негован; тъкане – със станове, хурки, вретена и т.н.; домакински съдове – тигани, тенджери, джезвета; салони за гости.
Изложени са и сечива от занаяти, които навремето са били важни в Леринско като обущарство, седларство и фотография. Забележителна е колекцията, свързана със свещарството, процъфтяващо в Лерин със заселването на бежанците от Битоля и поддържано и до днес.

## Галерия
- Традиционни домашни уреди
- Експонати, свързани със свещарство
- Женска народна носия
- Бежанска народна носия от Долно Клещино